# Хьюм, Эрон
Э́рон Хьюм (англ. Aaron Hulme; апрель 1886 — ноябрь 1933) — английский футболист, защитник.

## Биография
Уроженец Манчестера, Хьюм начал футбольную карьеру в клубах «Ньютон Хит Атлетик» и «Колн». С 1904 по 1906 год играл за «Олдем Атлетик».
В мае 1906 года перешёл в «Манчестер Юнайтед». Дебютировал в основном составе 25 апреля 1908 года в последнем туре чемпионата против «Престон Норт Энд» (на тот момент «Юнайтед» уже гарантировал себе чемпионский титул). В следующем сезоне провёл 3 матча в лиге. В июле 1909 года покинул команду.
В дальнейшем играл за клубы «Нельсон», «Хайд Юнайтед», «Сент-Хеленс Рикриэйшн» и «Ньютон Хит Атлетик».